# Santos Tsunami
O Santos Tsunami foi um time de futebol americano, que realizou parceria com o Santos Futebol Clube.

## História
A história do Santos Tsunami começou em março de 2009, com a junção de duas equipes já extintas: os BS Spartans e Black Sharks, que deram origem ao até então, somente Tsunami. No início, a equipe treinava na praia do Canal 3, ao lado da Concha Acústica, em Santos. Os amantes da bola oval se reuniam para compartilhar conhecimento sobre o esporte e ensaiar jogadas, imaginando os campeonatos que disputariam no futuro.
Depois de apenas três treinos, em 26 de abril de 2009, o Tsunami entrou em campo pela primeira vez e encarou a equipe do Corinthians Steamrollers em um jogo amistoso. A partida, que aconteceu sem equipamentos (shoulder pad e capacete), terminou em 26 a 12 para a equipe da capital. Apesar da derrota, a equipe santista saiu satisfeita com o desempenho e garra apresentados nesta primeira experiência.
Também em 2009, o Tsunami teve mais um amistoso, desta vez com os Black Bears, de Mauá. Mais unida e evoluindo nos treinamentos, a equipe da Baixada venceu por 70 a 0.
Em 2010, o Tsunami passou por sua segunda fusão, desta vez com a equipe Whales, também de Santos, se tornando um time ainda mais forte e competitivo. Neste ano formalizaram parceria com o Santos Futebol Clube, se tornando o atual Santos Tsunami.
A primeira partida como Santos Tsunami foi contra o ABC Corsários, vencida pela equipe do ABC.
Em dezembro de 2010, a Vila Belmiro, recebeu a final da segunda edição do Torneio Touchdown. O feito inédito se tornou realidade com a força dos alvinegros do futebol americano. Foi a primeira vez que um jogo da modalidade acontecia em um estádio de primeira divisão do futebol brasileiro. O evento atraiu mais de dois mil espectadores à Vila Belmiro.
Antes da grande final, disputada entre Vasco da Gama Patriotas e Vila Velha Tritões (que ficou com o título), o Santos Tsunami venceu o Osasco Soldiers por 43 a 0, com a participação do ex-jogador do Santos, Jamelli, como kicker.
A equipe ainda ampliou sua contribuição à popularização do futebol americano no Brasil com o início das atividades de suas equipes júnior e feminina, em 2010, que também participam de campeonatos oficiais.
Em 2017, a BFA (Brasil Futebol Americano) excluiu o Santos Tsunami da disputa do torneio nacional da categoria de 2017 e 2018, alegando irregularidades na inscrição de nove atletas, além de falta e condições mínimas para realização de jogos.
Em 2018, o Santos Tsunami terminou o SPFL - o Campeonato Paulista da modalidade -, com quatro derrotas e duas vitórias. Entre agosto e dezembro de 2018, disputaram a Copa Baixada Santista de Futebol Americano, realizada em Santos, com participação dos times Corinthians Steamrollers (sub-19), Guardians Football (de Barueri) e WereWolves Football (de Santo André).
Em 2019, o Santos Futebol Clube e o grupo Tsunami entraram numa briga judicial.

## Campanhas

### Torneio Touchdown 2011
| 1 | Vila Velha Tritões    | 5 | 4 | 1 | 117 | 62  | 115  |
| 2 | Botafogo Mamutes      | 5 | 3 | 2 | 70  | 96  | -26  |
| 3 | Ponta Grossa Phantoms | 5 | 3 | 2 | 101 | 145 | -44  |
| 4 | Palmeiras Locomotives | 5 | 2 | 3 | 69  | 81  | -12  |
| 5 | Curitiba Predadores   | 5 | 2 | 3 | 77  | 106 | -29  |
| 6 | Timbó Rhinos          | 5 | 1 | 4 | 67  | 111 | -44  |
| 7 | Tubarões do Cerrado   | 5 | 1 | 4 | 55  | 130 | -75  |
| 8 | Santos Tsunami        | 5 | 1 | 4 | 49  | 172 | -123 |

### Torneio Touchdown 2012
| 1 | Vasco da Gama Patriotas | 7 | 7 | 0 | 214 | 57  | 157  |  |
| 2 | T-Rex                   | 7 | 6 | 1 | 260 | 44  | 216  |  |
| 3 | Jaraguá Breakers        | 7 | 5 | 2 | 272 | 42  | 230  |  |
| 4 | Santos Tsunami          | 7 | 2 | 5 | 113 | 189 | -76  |  |
| 5 | Porto Alegre Bulls      | 7 | 1 | 6 | 32  | 280 | -248 |  |
| 6 | ABC Corsários           | 7 | 0 | 7 | 47  | 331 | -284 |  |

### Torneio Touchdown 2013
| 1 | Vila Velha Tritões | 7 | 5 | 2 | 188 | 79  | 109  |  |
| 2 | Vitória Antares    | 7 | 4 | 3 | 81  | 79  | 2    |  |
| 3 | Botafogo F.A.      | 7 | 3 | 4 | 95  | 139 | -44  |  |
| 4 | Santos Tsunami     | 7 | 1 | 6 | 152 | 146 | 6    |  |
| 5 | Ipatinga Tigres    | 7 | 1 | 6 | 22  | 251 | -229 |  |

### Torneio Touchdown 2014
| 1 | Vasco da Gama Patriotas | 7 | 6 | 1 | 295 | 62  | 233  |  |
| 2 | Tubarões do Cerrado     | 7 | 4 | 3 | 190 | 83  | 107  |  |
| 3 | Santos Tsunami          | 7 | 4 | 3 | 159 | 146 | 13   |  |
| 4 | Brasília V8             | 7 | 1 | 6 | 80  | 245 | -165 |  |
| 5 | Minas Locomotiva        | 7 | 0 | 6 | 55  | 199 | -144 |  |

### Torneio Touchdown 2015
| 1 | Vasco da Gama Patriotas | 7 | 5 | 2 | 185 | 79  | 106 |
| 2 | Flamengo FA             | 7 | 5 | 2 | 205 | 116 | 89  |
| 3 | Santos Tsunami          | 7 | 4 | 3 | 213 | 151 | 62  |
| 4 | Tubarões do Cerrado     | 7 | 3 | 4 | 163 | 156 | 7   |

Playoffs
| 22/11/2015 | Vila Velha Tritões | 40 - 15 | Santos Tsunami | Estádio Salvador Venâncio da Costa |
| 10:00      |                    |         |                |                                    |

## Principais atletas
Atletas
- Caio Forjas (Right Tackle)
- Junior (Quarterback)
- Matheus Furlaneto (Strong Safety) - fora do time
- Victor Borges "Sprite" (Running Back) - fora do time
- Felipe Alves "Xuxa" (Defensive End)
- Amilcar Neto (Kicker)[11]